# 서울월드컵경기장
서울월드컵경기장(서울월드컵競技場, Seoul World Cup Stadium)은 대한민국 서울특별시에 있는 스포츠 시설이다. 2002년 FIFA 월드컵 개최를 위해 건설되었으며, 삼성엔지니어링에서 시공하였다. 총 좌석수는 2014년 2월 테이블석을 설치하면서 기존 66,806석에서 102석이 줄어들어 66,704석이 되었으며 귀빈석 816석, 보도석 754석, 스카이 박스 75실(1실당 12-29명 수용)을 포함하고 있다.
1998년 11월 6일에 착공하여 2001년 11월 10일에 개장된 이 경기장은 아시아 최대의 축구 전용 경기 시설이다. 2002년 FIFA 월드컵 개회식과 개막전을 비롯해 FIFA U-17 월드컵, 피스컵, AFC 챔피언스리그 등 많은 국제 축구 대회를 치렀으며 2001년 11월 10일 개장 기념 경기인 크로아티아전부터 대한민국 축구 국가대표팀의 홈 경기장으로 사용되고 있으며 2002년 FIFA 월드컵 대한민국과 독일의 4강전이 개최된 경기장이다. 2004년부터 FC 서울의 홈 경기장으로 사용되기 시작하여 K리그 클래식 축구 경기가 매년 열리고 있으며 2006년, 2014년, 2015년 대한민국 FA컵 결승전이 이 곳에서 개최되었다.
서울 지하철 6호선 월드컵경기장역과 연결되며, 주변에 디지털 미디어 시티(DMC)와 월드컵공원이 있다. 건물 내에는 쇼핑몰인 월드컵몰과 대형 할인점 홈플러스, 메가박스 영화관, 피트니스클럽 등이 있다. 경기가 열리지 않는 날에도 일반인이 방문할 수 있으며, 허가를 받을 경우 잔디 구장 이용도 가능하다.
경기장 부지는 상암지구의 구획에 포함되나, 행정구역상 성산동 515번지에 속해 있다. 그러나 건설 당시 경기장 부지가 상암동 1568번지로 잘못 알려졌고 부지 대부분이 상암동인 월드컵공원, 상암 DMC 지구 개발 계획 등과 연계해서 건립된 사유 때문인지, 이후에도 대한민국의 언론에서 '상암동 월드컵경기장' 혹은 '상암구장'이라는 별칭을 사용하고 있다. 때문에 아직도 많은 사람들이 행정구역상 상암동에 속해 있는 것으로 오해하고 있다.
2012년에는 대한민국 축구 국가대표팀의 A매치와 K리그1의 FC 서울 홈 경기 등 축구 경기 관중수와 행사 관중수를 합쳐 누적 관람객 1,000만 명을 기록했고, 2014년에는 리그 오브 레전드 월드 챔피언십 2014의 결승전 경기가 개최되었다.

## 역사
1995년, 2002년 FIFA 월드컵 개최 신청 당시 대한민국은 국제 축구 연맹에 축구전용경기장 건설을 약속하였다. 그러나 서울특별시 측에서는 정부가 재원의 상당 부분을 부담해야만 지을 수 있다는 입장을 견지하고 있었다. 이에 따라 서울특별시는 서울올림픽주경기장을 개·보수하는 한편, 이에 따라 서울올림픽주경기장 개·보수 방법을 연구하면서, 뚝섬 부지에 돔구장을 조성할 사업자를 공모하고, 사업자로 선정된 LG그룹에 뚝섬 부지 3만 3천여평을 매각하게 되었다. 
그러나 이러한 구상은 1996년 6월 2002년 FIFA 월드컵이 한.일 공동개최로 확정되고 축구계에서 전용구장 신축에 대한 요구가 거세지자 1997년 5월 당시 서울특별시장 조순이 "잠실과 뚝섬으로 충분히 월드컵을 치러낼 수 있으며, 전용 구장이 필요하다면 정부에서 전액 부담해야 한다"고 밝히면서 틀어지게 된다.
이후 서울특별시는 월드컵 조직위간의 우여곡절 끝에 뚝섬 돔구장 건설을 포기하고 전용구장 건립으로 가닥을 잡았다. 그리고 마곡지구, 상암지구 등 5,6곳을 후보지를 대상으로 전용구장 부지를 물색하게 된다.1997년 10월 11일 월드컵 주 경기장 부지선정위원회에서 상암지구를 만장일치로 주 경기장 부지로 선정하게 된다. 상암지구, 마곡지구, 보라매공원, 동대문공원등 4곳중에서 상임위를 거쳐 상암지구와 마곡지구를 놓고 마지막 투표를 실시했다. 상암동 부지는 100% 시유지로 토지보상기간을 절약할 수 있다는 점이 가장 큰 장점으로 적용되었다. 경기장 건설 비용 약 2700억원, 도로개설 및 확충등 간접비용이 1,800억원 소요될것으로 판단하였다.
다만 그 직후 발생한 IMF 사태로 인한 경제적 불황 여파로 신축방안을 백지화하고 잠실올림픽경기장과 인천 문학경기장 등 기존 경기장을 활용해야 한다는 주장이 다시금 제기되었다. 하지만 정부는 각각 안전성 미보장과 간접시설 추가비용 등을 이유로 신축 방안이 더 유리하다는 판단 하에 1998년 5월 6일에 상암구장 신축을 최종 확정하였다. 실제 착공일은 1998년 10월 20일이며 1998년 11월 6일 김대중 대통령을 비롯한 정관계, 체육계 인사 등 2000여 명이 참석한 기공식을 가졌다. 이후 3년여의 공사기간을 거쳐 2001년 11월 10일 개장하였다. 이날 대한민국 축구 국가대표팀은 크로아티아와의 개장 기념 친선 경기를 가졌는데, 대한민국이 최태욱(후반 19분)과 김남일(후반 21분)의 연속골에 힘입어 2:0 승리를 기록했다.

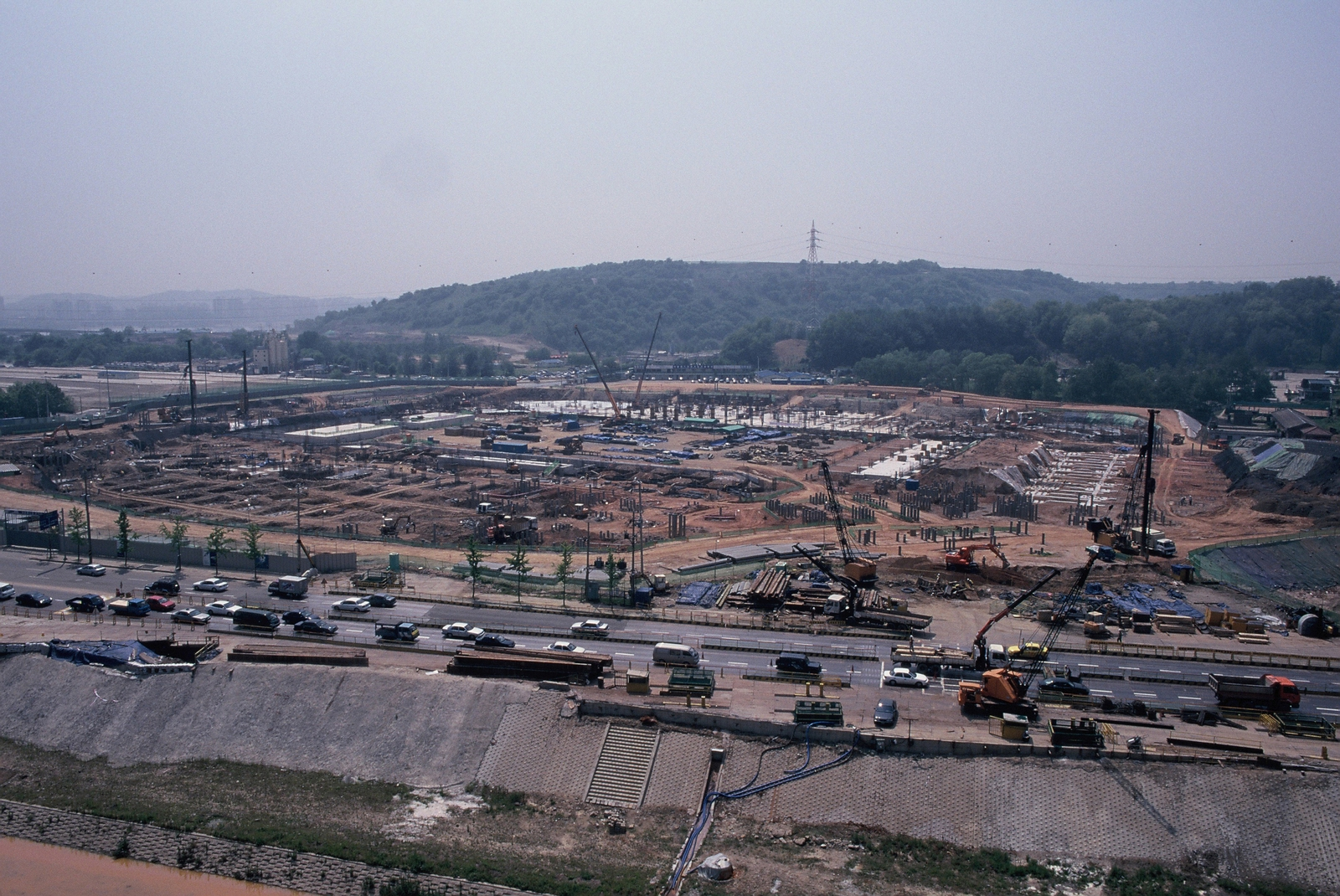
1999년 5월
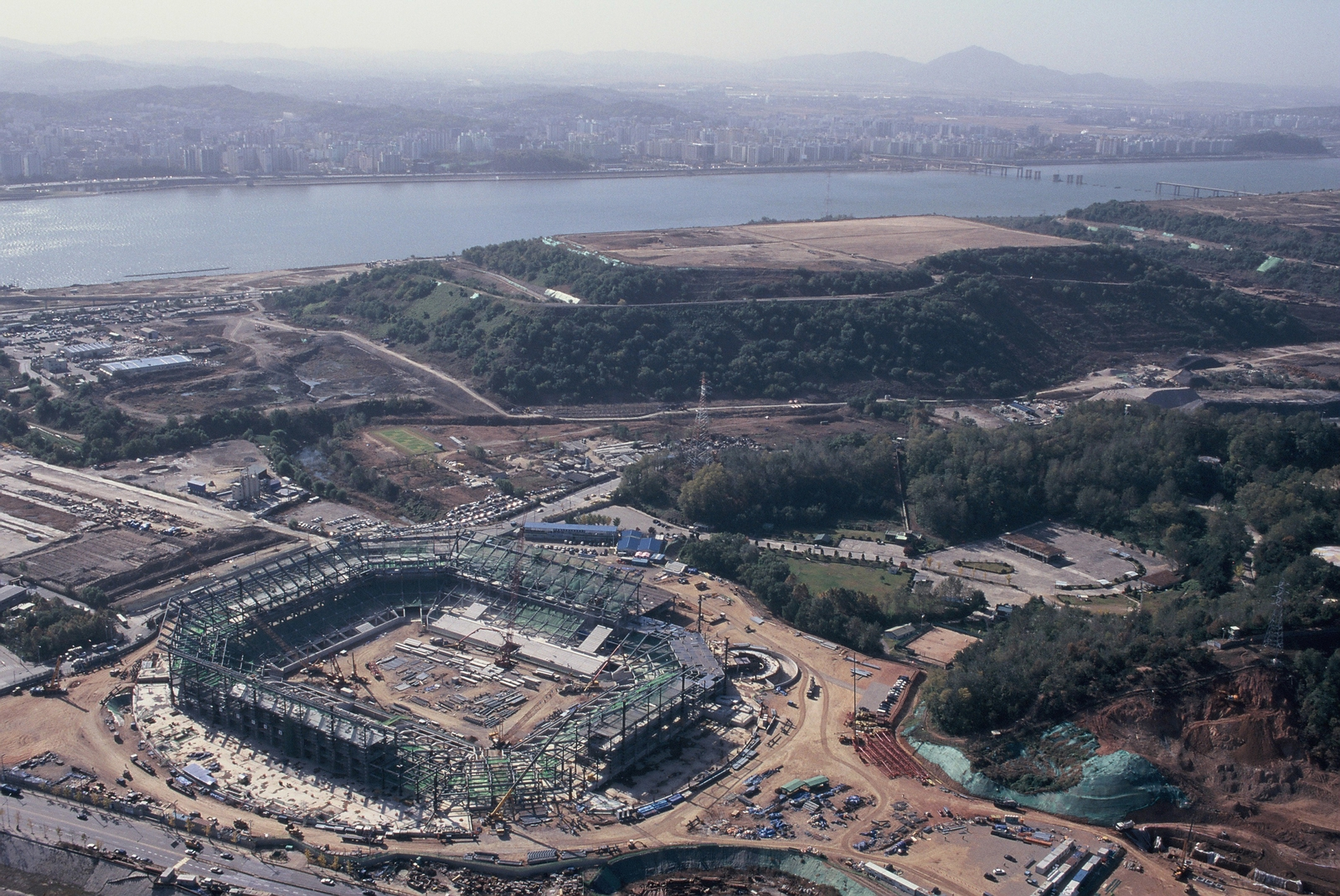
1999년 10월
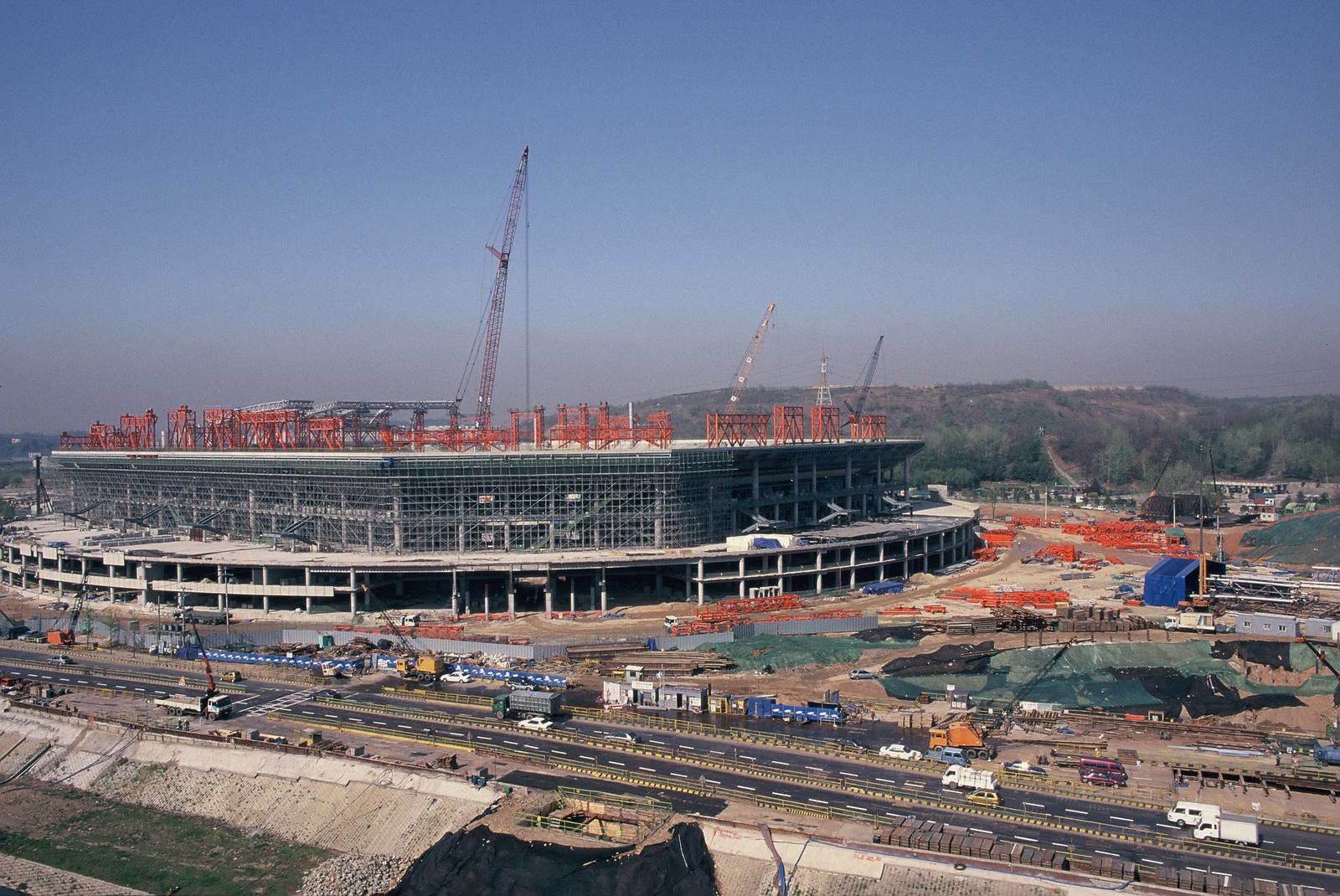
2000년 4월
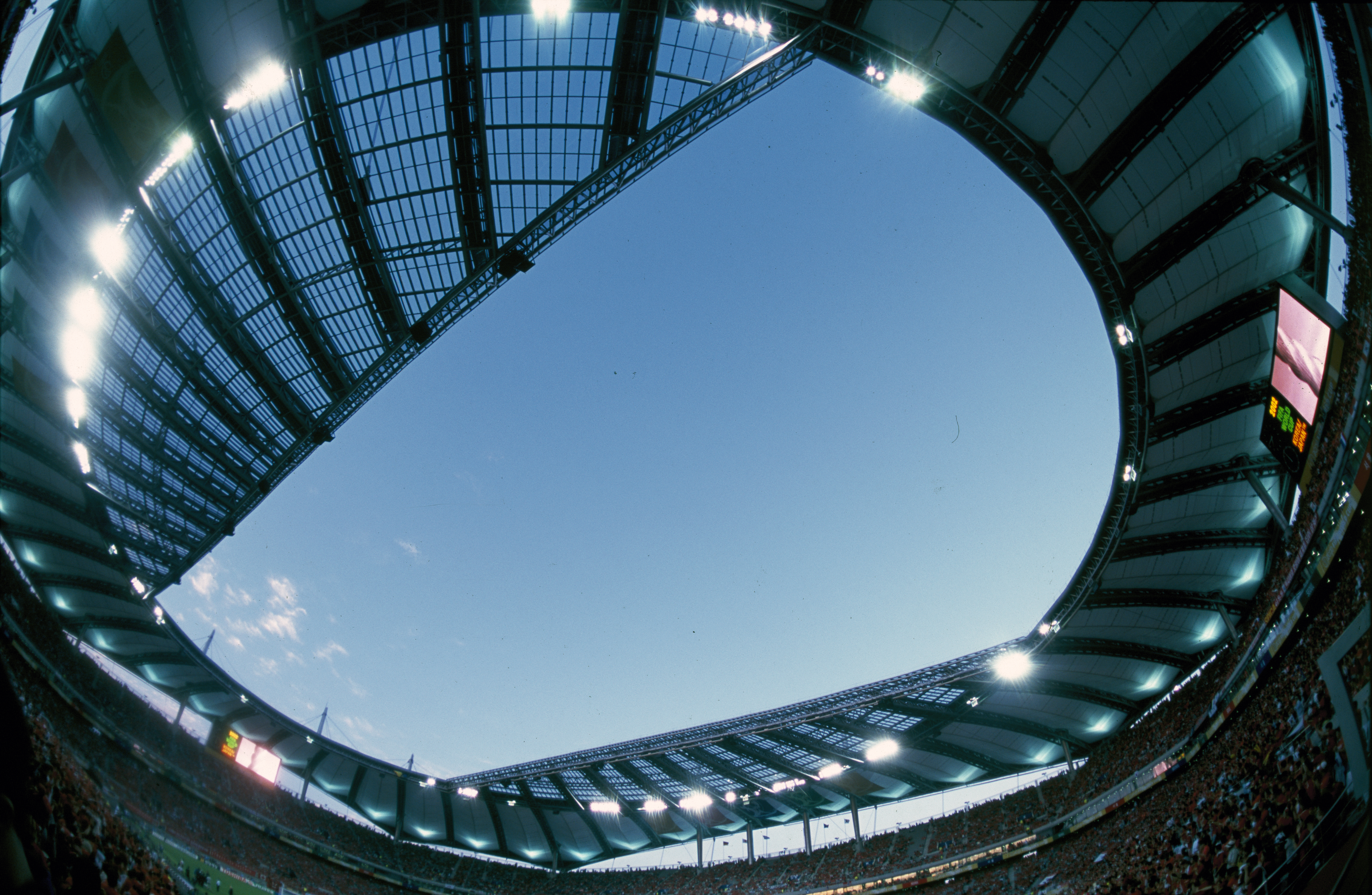
2001년 11월

## 좌석
- 총좌석수 : 66,704석
- W석 : 17,247석 (상 : 9,380석, 하 : 7,867석)
- E석 : 19,006석 (상 : 9,671석, 하 : 9,335석)
- N석 : 14,157석 (상 : 7,475석, 하 : 6,682석)
- S석 : 14,156석 (상 : 7,474석, 하 : 6,682석)
- 기타 : 2,138석 (귀빈석, 언론보도석, 스카이박스 등)

## 주요 경기

### 2002년 FIFA 월드컵
| 날짜            | 팀 1     | 스코어 | 팀 2           | 라운드    | 비고   |
| --------------- | -------- | ------ | -------------- | --------- | ------ |
| 2002년 5월 31일 | 프랑스   | 0 – 1  | 세네갈         | A조 1차전 | 개막전 |
| 2002년 6월 13일 | 튀르키예 | 3 – 0  | 중화인민공화국 | C조 3차전 |        |
| 2002년 6월 25일 | 독일     | 1 – 0  | 대한민국       | 4강 1경기 |        |

| 프랑스 | 0 – 1  | 세네갈          |
| ------ | ------ | --------------- |
|        | 리포트 | 30′ 부바 디오프 |

| 튀르키예                            | 3 – 0  | 중화인민공화국 |
| ----------------------------------- | ------ | -------------- |
| 하산 6′ · 뷜렌트 9′ · 위미트 D. 85′ | 리포트 |                |

| 독일       | 1 – 0  | 대한민국 |
| ---------- | ------ | -------- |
| 발라크 75′ | 리포트 |          |

### 2003년 피스컵
| 날짜            | 팀 1           | 스코어 | 팀 2           | 라운드 |
| --------------- | -------------- | ------ | -------------- | ------ |
| 2003년 7월 15일 | 성남 일화 천마 | 2 - 1  | 베식타시 JK    | A조    |
| 2003년 7월 18일 | 나시오날       | 3 - 1  | PSV 에인트호번 | B조    |
| 2003년 7월 22일 | PSV 에인트호번 | 1 - 0  | 올랭피크 리옹  | 결승전 |

### 2005년 피스컵
| 날짜            | 팀 1           | 스코어 | 팀 2           | 라운드 |
| --------------- | -------------- | ------ | -------------- | ------ |
| 2005년 7월 15일 | PSV 에인트호번 | 2 - 1  | 성남 일화 천마 | A조    |
| 2005년 7월 24일 | 올랭피크 리옹  | 1 - 3  | 토트넘 홋스퍼  | 결승전 |

### 2006년 FIFA 월드컵 아시아 지역 최종 예선
| 날짜            | 팀 1     | 스코어 | 팀 2           | 라운드 |
| --------------- | -------- | ------ | -------------- | ------ |
| 2005년 2월 9일  | 대한민국 | 2 - 0  | 쿠웨이트       | A조    |
| 2005년 3월 30일 | 대한민국 | 2 - 1  | 우즈베키스탄   | A조    |
| 2005년 8월 7일  | 대한민국 | 0 - 1  | 사우디아라비아 | A조    |

### 2006년 피스퀸컵
| 날짜             | 팀 1     | 스코어 | 팀 2            | 라운드 |
| ---------------- | -------- | ------ | --------------- | ------ |
| 2006년 10월 28일 | 대한민국 | 0 - 1  | 상파울루주 선발 | A조    |
| 2006년 10월 28일 | 이탈리아 | 2 - 3  | 캐나다          | A조    |
| 2006년 11월 4일  | 캐나다   | 0 - 1  | 미국            | 결승전 |

### 2007년 피스컵
| 날짜            | 팀 1           | 스코어 | 팀 2          | 라운드 |
| --------------- | -------------- | ------ | ------------- | ------ |
| 2007년 7월 12일 | 성남 일화 천마 | 1 - 1  | 볼턴 원더러스 | A조    |
| 2007년 7월 16일 | 레딩 FC        | 1 - 0  | 올랭피크 리옹 | B조    |
| 2007년 7월 21일 | 볼턴 원더러스  | 0 - 1  | 올랭피크 리옹 | 결승전 |

### 2007년 FIFA U-17 월드컵

#### 3·4위전
| 가나       | 1 – 2  | 독일                        |
| ---------- | ------ | --------------------------- |
| 오세이 67′ | 리포트 | 크로스 17′ · 에스바인 90+2′ |

#### 결승전
| 스페인                       | 0 – 0 (연장전) (승부차기 0 – 3) | 나이지리아             |
| ---------------------------- | ------------------------------- | ---------------------- |
|                              | 리포트                          |                        |
| 승부차기                     |                                 |                        |
| 이야라멘디 · 메리다 · 이아고 | 0–3                             | 에딜 · 조슈아 · 오세니 |

### 2013년 EAFF 동아시안컵
| 날짜            | 팀 1     | 스코어 | 팀 2           | 라운드    |
| --------------- | -------- | ------ | -------------- | --------- |
| 2013년 7월 20일 | 대한민국 | 0 - 0  | 오스트레일리아 | 결승 대회 |
| 2013년 7월 21일 | 일본     | 3 - 3  | 중화인민공화국 | 결승 대회 |

### 2013년 EAFF 여자 동아시안컵
| 날짜            | 팀 1     | 스코어 | 팀 2                   | 라운드    |
| --------------- | -------- | ------ | ---------------------- | --------- |
| 2013년 7월 20일 | 일본     | 2 - 0  | 중화인민공화국         | 결승 대회 |
| 2013년 7월 21일 | 대한민국 | 1 - 2  | 조선민주주의인민공화국 | 결승 대회 |

### 2013년 AFC 챔피언스리그 결승전
| FC 서울                   | 2 – 2  | 광저우 헝다               |
| ------------------------- | ------ | ------------------------- |
| 에스쿠데로 11′ · 데얀 83′ | 리포트 | 이우케종 30′ · 가오린 58′ |

### 2026년 FIFA 월드컵 아시아 지역 2차 예선
| 날짜             | 팀 1     | 스코어 | 팀 2           | 라운드 |
| ---------------- | -------- | ------ | -------------- | ------ |
| 2023년 11월 26일 | 대한민국 | 5 - 0  | 싱가포르       | C조    |
| 2024년 3월 21일  | 대한민국 | 1 - 1  | 태국           | C조    |
| 2023년 6월 11일  | 대한민국 | 1 - 0  | 중화인민공화국 | C조    |

## 공연
매년 드림콘서트가 개최되고 있다.
최근에는 현대카드 시티브레이크가 2014년에 개최되었다. 또한 2015년 4월 25일과 9월 19일에 《슈퍼콘서트 토요일을 즐겨라》가 개최됐던 곳이기도 하며, 2016년 8월 20일에 아이돌 중 최초로 빅뱅의 단독 콘서트 《BIGBANG10 THE CONCERT : 0.TO.10》이 열린 바 있다. 그리고 2017년 6월 10일에는 지드래곤의 솔로 콘서트를 개최했다.

## 방화 사건
2006년 8월 23일 FC서울과 수원 삼성 블루윙즈의 경기에서 경기 광문고등학교 학생 '조인준(18)'이 서울월드컵경기장에 불을 지르는 사건이 발생했다.
수사가 시작되고 9월 6일, 두 명의 방화범이 경찰에 자진 출두하였고 이들 방화범은 경찰 조사에서“우리는 수원 삼성 서포터스가 아니다. 원래 안양 LG 서포터스였는데 연고지 이전에 대한 불만이 많았다. 그날 수원 삼성을 응원하다 흥분해서 방화를 하게 됐다”고 거짓진술을 하기도 했지만 결국 수원 삼성 서포터임이 드러났고 이에 대해 수원 삼성 블루윙즈 서포터스 측에서는 방화는 개인의 돌출행동이고 공개사과는 절대불가라는 입장을 표명하여 당시 많은 비판과 비난을 받았다.
2006년 12월 FC 서울이“K리그의 대승적인 화합 차원에서 용서"하는 쪽으로 결정하면서 이들 방화범 2명에 대해 선처를 바라는 진정서를 관할 서부지방검찰청에 제출했고 그 후 일단락 되었다.

## 대중문화 속의 서울월드컵경기장
댄싱퀸 (2012년), 런닝맨 (2013년), 빅매치 (2014년) 등을 비롯한 많은 영화와 드라마, 예체능 프로그램 등에 자주 등장하고 있으며 2014 롤드컵 결승전 경기가 열린 곳이기도 하다.

## 기타
- 대한민국 축구 국가대표팀이 2002년 6월 25일부터 2004년 11월 16일까지 2년 5개월 동안 이 경기장에서 열린 A매치에서 이기지 못하면서, 언론에서 '상암 징크스'라는 표현을 사용했으며, 2004년 11월 17일 몰디브를 2:0으로 이기면서 징크스에서 탈출하였다.

## 참고 문헌
- “서울월드컵경기장”. 서울시설공단.
- 〈서울월드컵경기장〉. 《두피디아》. 두산.
- 《전국 공공체육 시설 현황 (2017년말 기준)》. 대한민국 문화체육관광부. 2019.
- 《2023 전국 공공체육시설 현황 (2022년 12월말 기준)》. 대한민국 문화체육관광부. 2024.

## 같이 보기
- 서울월드컵경기장 보조경기장